# Adrian Buga
Adrian Buga (n. 22 mai 1978) este istoric și critic de artă, consilier al Casei Majestății Sale Regelui Mihai I al României. Expert atestat al Ministerului Culturii în domeniile: Pictură românească sec. XX; Colecția Regală de Artă; Obiecte de cult iudaic. În anul 2008 pune bazele unei societăți de consultanță pe probleme de artă ARGO Art Consulting și în 2014 a Editurii ARGO Art Publishing. 

## Studii
- 2015-2018 Universitatea Națională de Arte. Studii doctorale - profesor coordonator Ruxandra Demetrescu.
- 2010-2012 Universitatea Națională de Arte. Masterat – Facultatea de Istoria și Teoria Artei.
- 2007-2010 Universitatea Națională de Arte, Facultatea de Istoria și Teoria Artei.
- 2003-2004 Stadiu de pregătire în Amsterdam, Olanda. Evaluare și expertizare opere de artă, obiecte religioase iudaice.
- 1999-2000 Stadiu de pregătire în Tel-Aviv, Israel. Evaluare și expertizare pentru opere de artă semnate de către Marcel Iancu și M.H. Maxy. Expert coordonator Noam Zvi.

## Cărți publicate
- Raoul Egon Lebel – Un secol de culoare[2][3][4][5][6], Editura Igloo, București, 2007
- Culorile Războiului – Pictori români pe fronturile celui de-al Doilea Război Mondial[7][8], Editura Militară, București, 2008
- Octav Angheluță – În căutarea Omului[9], Editura Vellant, București, 2009
- Alma Redlinger – Voința de artă[10][11][12][13], Editura Unarte, București, 2011
- Colecția Regală de Artă Contemporană[14][15], Editura Unarte, București, 2011
- Jana Gertler – Imagini din spatele frunții, Editura Unarte, București, 2013[16]
- Eva Cerbu  – Monografie, Editura Unarte și Argo Art, București, 2013[17]
- Alma Redlinger  – 90 de ani de viață,70 de ani de pictură, Argo Art Publishing, București, 2014
- Comori de artă din colecția de pictură Ion Chiricuță, Editura ARGO ART PUBLISHING și UNARTE, București, 2014[18]
- Élévation, Pascal Gravot Haeberli, Franz Galo, Editura Vellant, 2015 (prefață)

## Film
- Scenariu și texte: film multimedia Arta chirurgului, realizat de ARGO ART și DIGITAL CUBE, București, 2015

## Articole publicate
- Through tradition to innovation, „Yesterday and Today’s Knights Orders of Romania”, Roukonen Antti, Finlanda, Vaasa, 2010, în calitate de consultant al Cancelariei Decorațiilor Regale, Casa Majestății Sale Regelui Mihai I al României.
- Semne pentru mai târziu, Jurnalul Național, 10 mai 2009[19]
- Imnul regal - intonat în tempo de marș, Jurnalul Național, 10 mai 2009[20]
- Prințesa Itty – Copilul Soare, Jurnalul National, 10 mai 2009[21]
- Coroana de Oțel, Jurnalul National, 9 mai 2010[22]

## Expoziții organizate
- Raoul Lebel – Un Secol de Culoare, Muzeul de Istorie al Municipiului București, Palatul Șuțu, 3 – 21 octombrie 2007[23]
- Culorile Războiului, Cercul Militar Național, 23 iunie – 10 iulie 2008, expoziție cu 150 de schițe și desene din Al-Doilea Război Mondial (Frontul de Est).[24]
- Octav Angheluță – „În căutarea Omului”, Muzeul de Istorie al Municipiului București, Palatul Șuțu, 11 – 30 noiembrie 2009[25]
- Alma Redlinger – Voința de artă, M.N.A.C. - Sala Dalles, București, 17 martie – 15 aprilie 2011[26]
- Ștefan Câlția Stejar pentru Rege – Flori pentru Regină, Galeria AnnArt, 1 noiembrie – 8 decembrie 2012[27]
- Marcel Janco, The Contemporary - Illustrations for Books and Magazine, Romania 1912-1947, Muzeul Janco-Dada, Ein Hod, 17 noiembrie 2012 - noiembrie 2013 (publicații din colecția Adrian Buga)[28]
- Jana Gertler – Imagini din spatele frunții, Teatru Evreiesc de Stat din București, 23 mai –23 iunie 2013[29]
- Alma Redlinger  – 90 de ani de viață, 70 de ani de pictură, Căminul Artei,  București, 12-25 martie 2014[30]
- Comori de artă din colecția Ion Chiricuță, București, Muzeul colecțiilor de Artă, 5 mai - 30 septembrie 2015[31]

## Premii și distincții
- Premiul George Oprescu al Fundației Culturale Magazin Istoric (2008)
- Medaliat cu Medalia Regele Mihai I pentru Loialitate (2009)